# Parti socialiste gabonais
Pour les articles homonymes, voir Parti socialiste.
Le Parti socialiste gabonais (PSG) est un petit parti politique gabonais fondé en 1992 et dirigé par Augustin Moussavou King. Sous cette étiquette, Moussavou King est candidat à l'élection présidentielle de novembre 2005 et arrive en quatrième position sur cinq candidats avec 0,33 % des voix. Lors de l'élection présidentielle gabonaise de 2009, le PSG soutient la candidature de Pierre Mamboundou, de l'Union du peuple gabonais.